# Hansueli Reutegger
Hansueli Reutegger, né le 14 novembre 1966 à Schwellbrunn (originaire d'Urnäsch), est une personnalité politique appenzelloise, membre de l'Union démocratique du centre (UDC). Il est membre du Conseil d'État du canton d'Appenzell Rhodes-Extérieures depuis 2019.

## Biographie
Hansueli Reutegger naît le 14 novembre 1966 à Schwellbrunn. dans le canton d'Appenzell Rhodes-Extérieures. Il est originaire d'une autre commune du canton, Urnäsch.
Il grandit et fait ses classes à Schwellbrunn. Après un apprentissage d'agriculteur en 1981-82, il travaille dans diverses entreprises. Il fait par la suite un apprentissage d'employé de commerce, qu'il achève en 1994. En 2008, il obtient un brevet fédéral en finance et comptabilité.
Il est commissaire fiscal pour l'administration cantonale des impôts de son canton de 1999 à 2001, puis directeur du service des impôts de la commune d'Eschlikon, dans le canton de Thurgovie jusqu'en 2003. L'année suivante, il est nommé directeur du service des impôts de la commune de Wil, dans le canton de Saint-Gall. Il occupe ce poste jusqu'en 2019.
Il a le grade de sergent à l'armée et un diplôme d'entraîneur de tir sportif. 
Il est divorcé et père de trois enfants. Il habite à Schwellbrunn.

## Parcours politique
Il est membre de l'UDC.
Il est membre du Conseil communal (exécutif) de la commune de Schwellbrunn de 2006 à 2019. Chargé des écoles et de la jeunesse, il préside la commune à partir de 2012.
Il siège au Conseil cantonal d'Appenzell Rhodes-Extérieures de 2015 à 2019.
Préféré à son concurrent Florian Hunziker par les délégués de son parti en septembre 2018 pour être candidat à l'élection au gouvernement cantonal, il est confortablement élu conseiller d'État du canton d'Appenzell Rhodes-Extérieures le 10 février 2019, seuls cinq candidats s'étant présentés pour les cinq sièges au gouvernement. Il est à la tête du département de l'intérieur et de la sécurité depuis le 1er juin 2019,,.